# Rotten Sound
Rotten Sound är ett finskt grindcoreband, bildat 1993.

## Medlemmar
Nuvarande medlemmar
- Q (Mika Aalto) – gitarr (1993– )
- G (Keijo Niinimaa) – sång (1993– )
- Sami Latva – trummor (2006– )
- Kristian Toivainen – basgitarr (2010– )

Tidigare medlemmar
- Masa Kovero – basgitarr (1994)
- Ville Väisänen – trummor (1994)
- K (Kai Hahto) – trummor (1995–2006)
- Pekka Ranta – basgitarr (1998–2000)
- J (Juha Ylikoski) – gitarr (1998–2001)
- H (Mika Häkki) – basgitarr (2000–2003)
- T (Toni Pihlaja) – basgitarr (2003–2010)

Turnerande medlemmar
- Bryan Fajardo – trummor (2016)

## Diskografi
Studioalbum
- 1997 – Under Pressure
- 1998 – Drain
- 2002 – Murderworks
- 2005 – Exit
- 2008 – Cycles
- 2011 – Cursed
- 2016 – Abuse to Suffer

EP
- 1994 – Sick Bastard
- 1995 – Psychotic Veterinarian
- 1996 – Loosin' Face
- 2000 – Still Psycho
- 2006 – Consume to Contaminate
- 2008 – The Rotten Sound
- 2010 – Napalm
- 2013 – Species At War
- 2018 – Suffer to Abuse

Singlar
- 2011 – "Curses"

Samlingsalbum
- 2003 – Under Pressure / Drain
- 2003 – From Crust 'til Grind

Video
- 1997 – Live in Nummirock '999 (VHS)
- 2004 – Murderlive (DVD)

Annat
- 1997 – Spitted Alive (delad 7" med Control Mechanism)
- 2001 – 8 Hours of Lobotomy / Wrath (delad album med Unholy Grave)
- 2003 – Seeds of Hate / Crap (delad album med Mastic Scum)